# Kachovka-stuwmeer
Het Kachovka-stuwmeer (Oekraïens: Каховське водосховище) was een stuwmeer in de rivier Dnjepr in Oekraïne. Er bevinden zich zes stuwmeren in de Dnjepr; het Kachovka-stuwmeer is het zesde en meest laaggelegen en zuidelijke stuwmeer.

## Aanleg
Van 1950 tot 1955 werd nabij de plaats Nova Kachovka, die speciaal werd gesticht ten behoeve van huisvesting van de bouwvakkers, de Kachovkadam gebouwd in de Dnjepr. In 1956 was de 2970 meter lange dam klaar, en in 1958 was het meer volgelopen tot aan de stad Zaporizja. (In die plaats bevindt zich ook een stuwdam, ten behoeve van het daarboven gelegen stuwmeer.)

## Geografie
Het stuwmeer is in totaal 2155 km² groot en ligt in de oblasten Cherson, Zaporizja en Dnjepropetrovsk. Het meer is 240 km lang en op het breedste punt 23 km breed. De diepte varieert van 3 tot 32 meter, en bedraagt gemiddeld 8,4 meter. Als het meer volledig gevuld is, bedraagt het totale watervolume 18,2 km³.

## Gebruik
Het meer wordt gebruikt voor stroomvoorziening door middel van een waterkrachtcentrale, irrigatie, koeling van meerdere elektriciteitscentrales waaronder de grootste kerncentrale van Europa, en visfokkerijen. Water uit het meer stroomt voor irrigatiedoeleinden naar het Noord-Krimkanaal en het Dnjepr-Kryvy Rih-kanaal. De aanleg van het stuwmeer heeft het ook mogelijk gemaakt om met grotere schepen ver landinwaarts de Dnjepr te bevaren. Met dat doel werd een schutsluis aangelegd om het hoogteverschil van 15-16 meter te overbruggen.

## Russische inval in Oekraïne
Tijdens de Russische inval in Oekraïne kwam het gebied in Russische handen. Toen het Oekraïense leger in september 2022 een tegenoffensief inzette, vreesden zij dat de Russen de dam zouden kunnen opblazen, wat tot grote watertekorten in hun land zou kunnen leiden, en ook een catastrofale overstroming zou kunnen veroorzaken. Omdat ook de Russen ernstige nadelen van een dergelijke actie zouden kunnen ondervinden, concludeerden militaire analisten dat het risico op beschadiging van de dam klein was. De Oekraïense strijdkrachten hebben in 2022 wel drie van de 28 segmenten van de auto- en spoorverbinding vernietigd, zodat het niet meer mogelijk is om daar de rivier over te steken.
Eind november 2022 werd door de Russen de overlaat van de stuwdam geopend, waardoor het niveau van het water in twee maanden tijds daalde met twee meter, tot het laagste niveau in 30 jaar. Daardoor kwam irrigatie en drinkwatervoorziening in gevaar, evenals de koeling van de kerncentrale van Zaporizja.
In begin juni 2023 werd de stuwdam verwoest, grote hoeveelheden water stroomden uit het stuwmeer. Oekraïne en Rusland beschuldigen elkaar ervan de belangrijke dam te hebben opgeblazen. Er dreigen grootschalige overstromingen, ook is de  kerncentrale Zaporizja afhankelijk van het geleverde koelwater uit het meer.

## Foto's

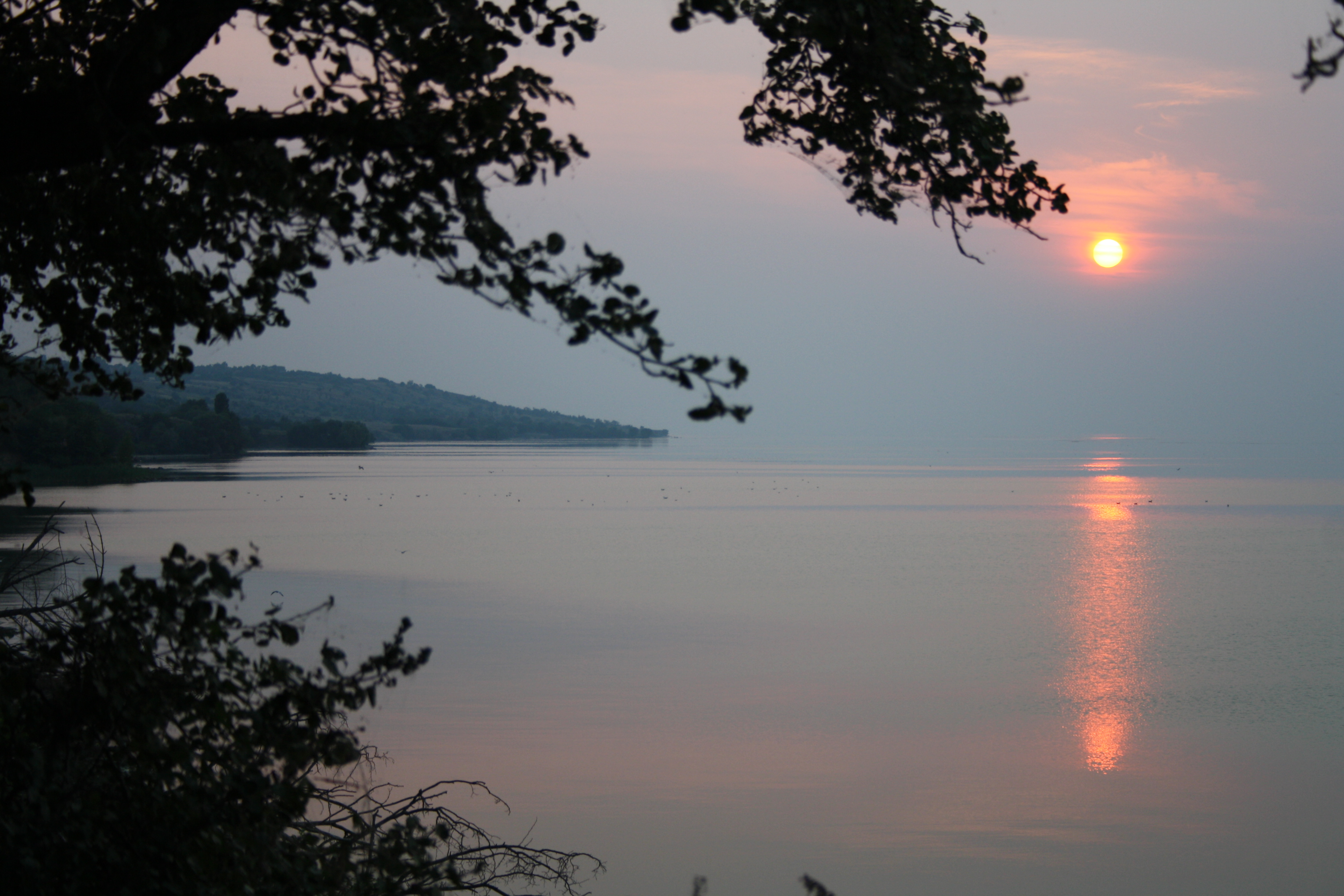
Uitzicht op het meer.
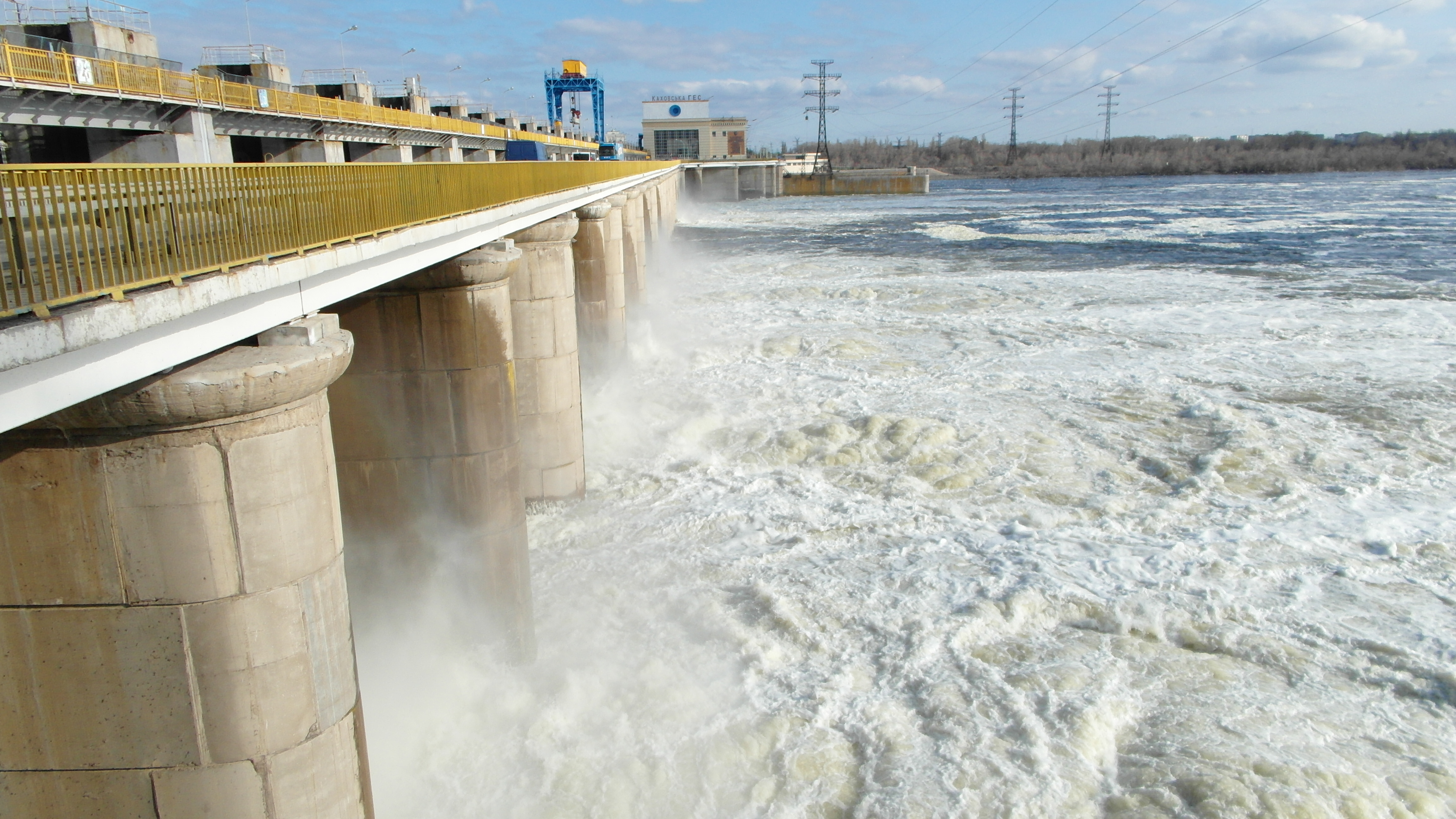
Overlaat van de stuwdam.